# Muhámmad I al-Mustánsir
Muhammad I al-Mustansir (أبو عبد الله محمد المستنصر; c. 1228–1277) fue el segundo gobernante de la dinastía Hafsid en Ifriqiya y el primero en reclamar el título de Califa. Al-Mustansir puso fin a la Octava Cruzada lanzada por Luis IX de Francia en 1270 tras concluir un tratado de paz. Muhammad I al-Mustansir había sido vasallo del Reino de Sicilia, pero se había despojado de su lealtad cuando el rey Manfredo fue derrocado por el rey Carlos I.

## Sobre la caza
En 1247, escribió un tratado "Sobre la caza", que detallaba las modalidades de caza en el norte de África en la época. Dedica un capítulo especialmente interesante a la caza con salukis, que enseña al cazador cómo manejar este animal y cómo cazar con él. Otros aspectos del libro tratan sobre cetrería y otras técnicas utilizadas en la zona de Bizerta .

## Octava cruzada
El sultán mameluco Baibars había estado hostigando los restos de los estados cruzados en Siria. Baibars había aprovechado la oportunidad después de que el enfrentamiento entreVenecia y Génova (1256 – 1260) había dejado exhaustos a los puertos sirios controlados por ellas. En 1265 Baibars había capturado Nazaret, Haifa, Torón y Arsuf. Hugo III de Chipre, rey de Jerusalén, desembarcó en Acre para defender esa ciudad, mientras Baibars se dirigía hacia Armenia, que en ese momento estaba bajo control mongol .
Esto llevó a Luis a convocar una nueva cruzada en 1267. Carlos I, rey de Nápoles y Sicilia y hermano de Luis, convenció a este para que iniciara las operaciones atacando primero Túnez, lo que les daría una base para posteriormente lanzarse sobre Egipto, que ya había sido el objetivo de cruzadas anteriores. Se rumoreaba que Muhammad I al-Mustansir simpatizaba con el cristianismo debido a sus conexiones con la España cristiana y era considerado un buen candidato para la conversión. En consecuencia, Carlos sugirió a su hermano que la llegada de una cruzada podría provocar la conversión de al-Mustansir.
En juio de 1270 Luis desembarcó en la costa africana, pero. gran parte del ejército enfermó debido a la mala calidad del agua potable, y el propio Luis murió de un "flujo en el estómago", un día después de la llegada de Carlos, que proclamó a Felipe III, hijo de Luis, como nuevo rey. Sin embargo, debido a su juventud, fue Carlos el que sumió el mando de la cruzada.
Debido a las continuas enfermedades sufridas por los sitiadores, el asedio de Túnez fue abandonado el 30 de octubre tras un acuerdo con al-Mustansir. Merced a este tratado, los cristianos obtuvieron libre comercio con Túnez y se garantizó la residencia de monjes y sacerdotes en la ciudad, por lo que el acuerdo resultó beneficioso para los cristianos aunque la campaña en su conjunto fue un fracaso. Tras conocer la muerte de Luis y la evacuación de los cruzados, Baibars canceló el envío de tropas egipcias a Túnez para enfrentar a Luis. 

## Relaciones diplomáticas
Según Ibn Jaldún, los hafsíes mantuvieron relaciones amistosas con el Imperio Kanem-Bornu y en 1257 el gobernante de Kanem envió a Al-Mustansir una jirafa como regalo diplomático. 